# Megaloxantha purpurascens
Megaloxantha purpurascens es una especie de escarabajo del género Megaloxantha, familia Buprestidae. Fue descrita científicamente por Ritsema en 1879.

## Distribución geográfica
Habita en la región indomalaya.